# Henckelia grandifolia
Henckelia grandifolia là một loài thực vật có hoa trong họ Tai voi (Gesneriaceae). Loài này phân bố tại Nepal, Ấn Độ (Assam, Sikkim, Tây Bengal), Bhutan, miền bắc Myanmar, Trung Quốc (Vân Nam), miền bắc Thái Lan.

## Lịch sử phân loại
Trong bản thảo chép tay của Nathaniel Wallich có ghi danh pháp Calosacme macrophylla. Tuy nhiên, danh pháp này là vô hiệu lực, do nó chỉ là tên gọi trần trụi (nom. nud). Năm 1830, Nathaniel Wallich công bố mô tả khoa học đầu tiên cho loài này dưới danh pháp Chirita macrophylla. Năm 1831, Albert Gottfried Dietrich công bố danh pháp Henckelia grandifolia, trong đó ghi đồng nghĩa của nó là Chirita macrophylla Wall. Pl. Asiat. Rar. p. 56.
Trong thời gian trước năm 2011, nói chung người ta coi nó thuộc về chi Chirita với danh pháp Chirita macrophylla, chẳng hạn như Ủy ban biên tập Quần thực vật Trung Hoa. 1998. Flora of China (Scrophulariaceae through Gesneriaceae). 18: 1–449. Trong C. Y. Wu, P. H. Raven & D. Y. Hong (chủ biên) Fl. China. Science Press & Missouri Botanical Garden Press, Beijing & St. Louis.
Kết quả phân tích phát sinh chủng loài của Weber et al. (2011) cho thấy Chirita macrophylla nằm trong mối quan hệ họ hàng gần với các loài Henckelia, vì thế danh pháp Henckelia grandifolia có độ ưu tiên cao nhất để được chọn làm danh pháp chính thức, mặc dù nó được công bố hợp lệ muộn hơn Chirita macrophylla. Weber et al. (2011) đã lựa chọn Henckelia grandifolia làm danh pháp chính thức cho loài này.
Danh pháp Henckelia macrophylla Spreng., 1827 công bố hợp lệ sớm hơn cả, nhưng không thể sử dụng do nó là đồng nghĩa của Didymocarpus macrophyllus Wall. ex D.Don, 1825; mặc dù một vài dữ liệu cho thấy nó vẫn có thể là đồng nghĩa của H. grandifolia.